# ماسون كروسبي
ماسون كروسبي (بالإنجليزية: Mason Crosby) هو لاعب كرة قدم أمريكية أمريكي، ولد في 3 سبتمبر 1984 في لوبوك في الولايات المتحدة.

## وصلات خارجية
- ماسون كروسبي على موقع إي إس بي إن.كوم (أن.أف.أل)3
- ماسون كروسبي على موقع مرجع كرة القدم المحترفة.كوم (الإنجليزية)